# Элссбиай, Мамду
Мамду Элссбиай (англ. Mamdouh Elssbiay, родился 16 сентября 1984 года, Каир), также известный как Биг Рами (англ. Big Ramy)  — профессиональный бодибилдер египетского происхождения. Двукратный победитель конкурса New York Pro Championship. Победитель турнира Мистер Олимпия 2020 и 2021 годов.

## Биография
Родился в многодетной семье. Мамду вместе со своими шестью братьями занимался рыболовством. Биг Рами с детства интересовался силовыми видами спорта. В юности, семья Мамду переезжает в Кувейт, рассчитывая открыть свой рыболовный бизнес. Именно это решение стало для Биг Рами отправной точкой в «большую» жизнь, ведь у него появился шанс исполнить давнюю мечту — стать бодибилдером.
Будучи ещё в Египте, Биг Рами узнал о существовании Кувейтской сети тренажерных залов «Oxygen Gym», владелец которой Байдер Будай регулярно проводит семинары и тренинги со звездами IFBB.
В успехе Мамду ключевую роль сыграл вовсе не владелец сети тренажерных залов, а Деннис Джеймс — ветеран бодибилдинга. Именно он разглядел в Рами большой потенциал, задолго до его первого турнира. Деннис помогал составлять тренировочный план, диету ну и, конечно же, делился знаниями касательно фармакологии, хоть это и не афишируется.
Отправной точкой в карьере Биг Рами стала любительская Олимпия 2012 года. Именно там состоялся его дебютный выход на помост в категории супертяжеловесов. Зрители и судьи по достоинству оценили качество и объемы Мамду. Он с легкостью выигрывает свою категорию и абсолютку, тем самым заработав ПРО-карту.
9 октября 2020 года Биг Рами сообщил о том, что его тест на COVID-19 оказался положительным. Из-за этого он не сможет принимать участие в соревнованиях Europa Pro 2020, которые являются квалификацией на Мистер Олимпия 2020.
20 декабря 2020 года несмотря на перенесённую болезнь Биг Рами стал победителем турнира Мистер Олимпия.
10 октября 2021 года Биг Рами стал победителем турнира Мистер Олимпия второй раз подряд.

## История выступлений
| Соревнования                  | Место |
| ----------------------------- | ----- |
| Нью-Йорк Про 2013             | 1     |
| Мистер Олимпия 2013           | 8     |
| Нью-Йорк Про 2014             | 1     |
| Мистер Олимпия 2014           | 7     |
| Арнольд Классик Бразилия 2015 | 1     |
| Мистер Олимпия 2015           | 5     |
| Арнольд Классик Европа 2015   | 4     |
| Прага Про 2015                | 2     |
| Арнольд Классик Европа 2016   | 2     |
| Мистер Олимпия 2016           | 4     |
| Мистер Олимпия 2017           | 2     |
| Арнольд Классик Европа 2017   | 1     |
| Мистер Олимпия 2018           | 6     |
| Мистер Олимпия 2020           | 1     |
| Мистер Олимпия 2021           | 1     |
| Мистер Олимпия 2022           | 5     |

## Антропометрические данные
- Рост — 178 см
- Вес в межсезонье — 160 кг
- Соревновательный вес — 143 кг
- Бедро — 90 см
- Бицепс — 58 см